# 大坊古墳 (福山市)
大坊古墳（だいぼうこふん）は、広島県福山市神辺町西中条にある古墳。形状は円墳（または方墳）。広島県指定史跡に指定されている。

## 概要
広島県東部、神辺平野北縁の中条の谷の入り口付近において、谷を一望する丘陵東斜面に築造された古墳である。発掘調査は実施されていない。
墳丘は斜面を削平した平坦面上に構築されている。墳形は南北方向にやや長い円形（一説に方形）で、直径約14メートル・高さ約5メートルを測る。墳丘背後には周溝が認められる。埋葬施設は両袖式の横穴式石室で、南東方向に開口する。石室全長11.3メートルを測る大型石室であり、石材には花崗岩の切石状巨石が使用される。副葬品は詳らかでない。築造時期は古墳時代終末期の7世紀初頭（または7世紀前半）頃と推定される。
古墳域は1983年（昭和58年）に広島県指定史跡に指定されている。

## 埋葬施設

石室俯瞰図

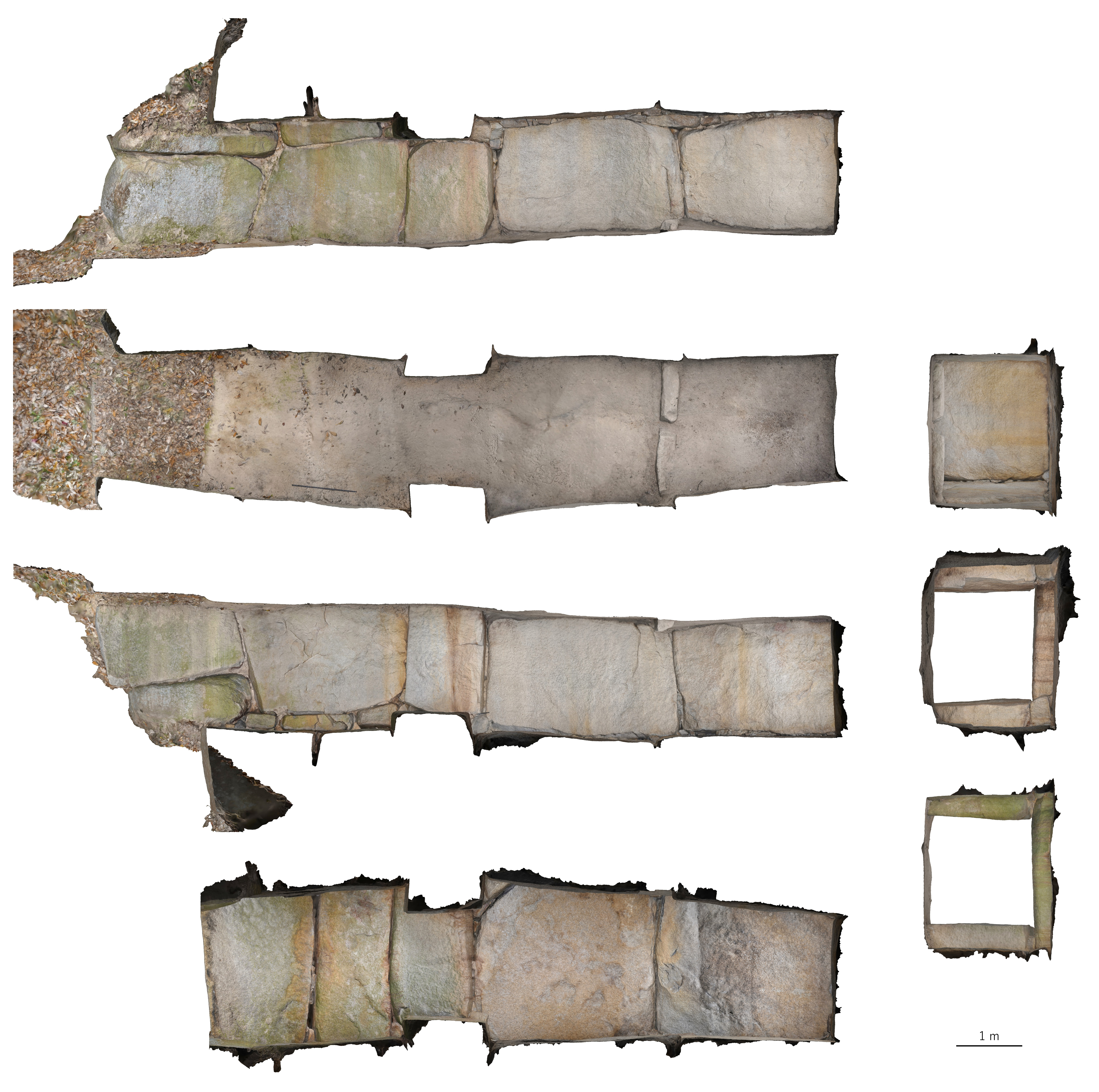
石室展開図

埋葬施設としては両袖式横穴式石室が構築されており、南東方向に開口する。石室の規模は次の通り。
- 石室全長：11.2メートル（または11.3メートル[2]）
- 玄室：長さ5.32メートル、奥壁幅1.92メートル、高さ1.91メートル
- 羨道：長さ4.4-4.82メートル、入り口幅1.92メートル、高さ1.92メートル

石室の石材には表面を磨いた花崗岩の切石状巨石が使用されており、切石石室出現の直前の様相を示す。玄室と羨道の境には石柱を立て、その上に石を架けて区別する。石室の奥壁には一枚石を立て、側壁には玄室・羨道とも左右2枚ずつの大石を使用する。玄室の中央部床面には、玄室を2分するように横長の石2個を据える。
石材が左右対称に配置される点、玄室・羨道が同一規模である点に特徴を示す。

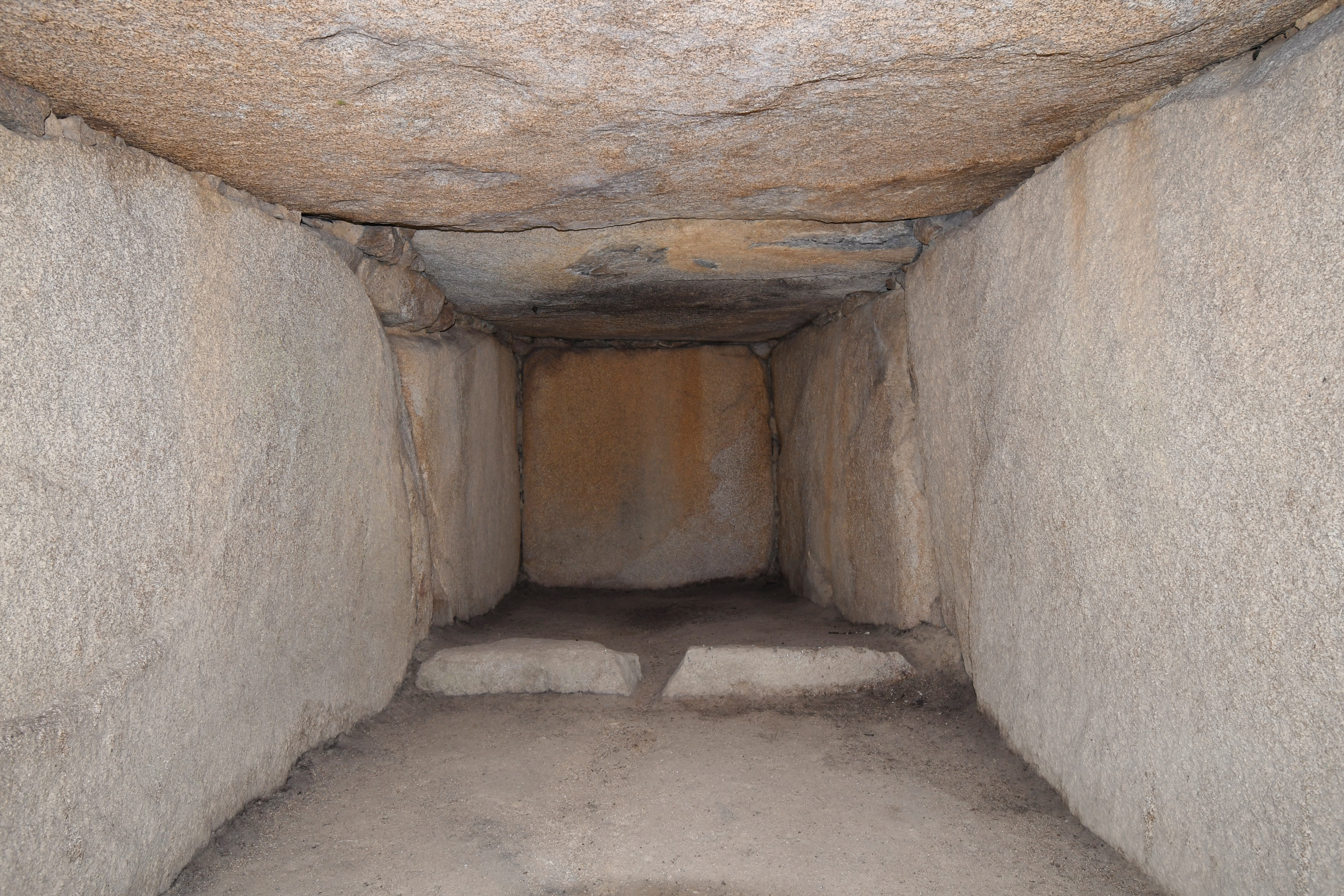
玄室（奥壁方向）
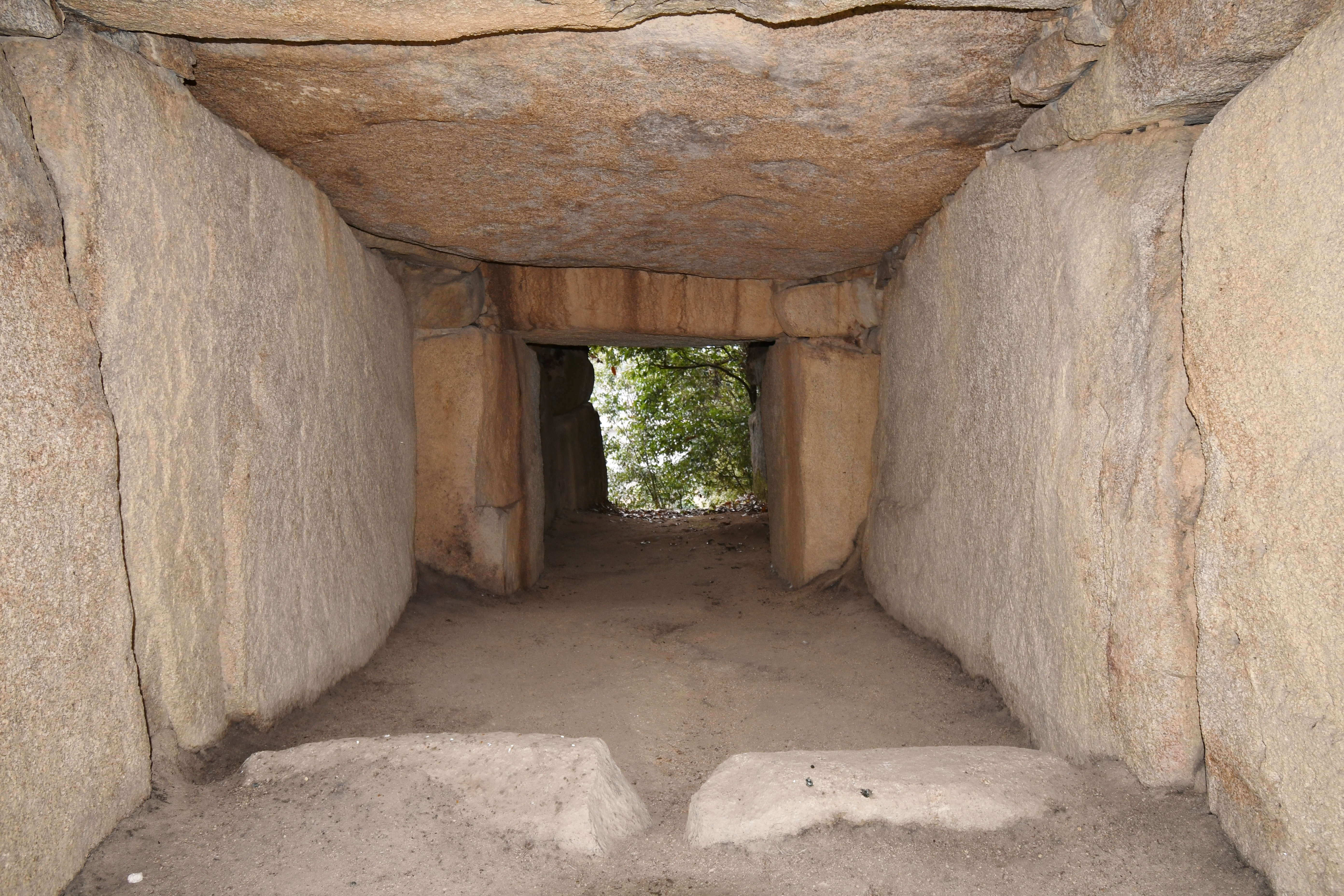
玄室（開口部方向）
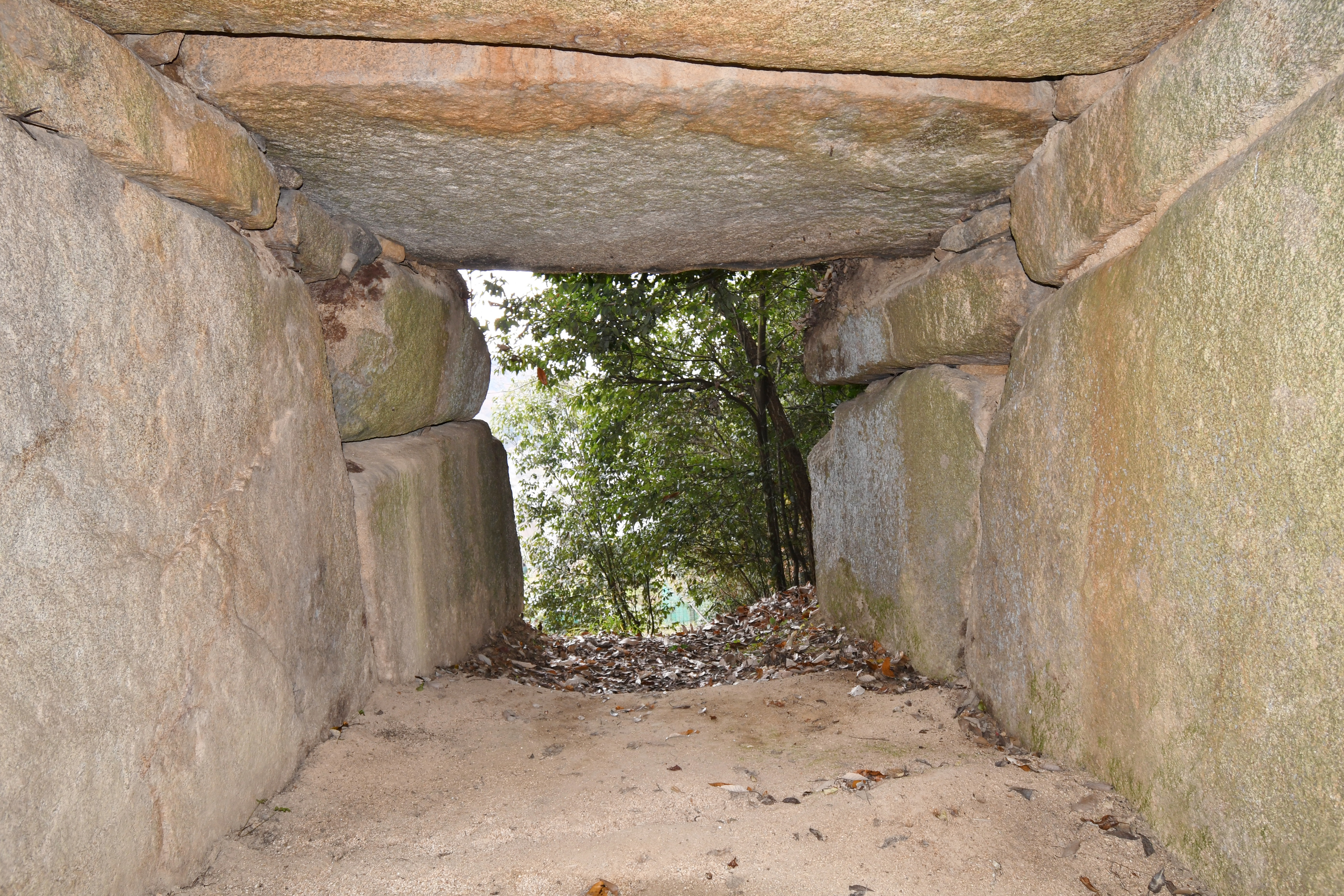
羨道（開口部方向）
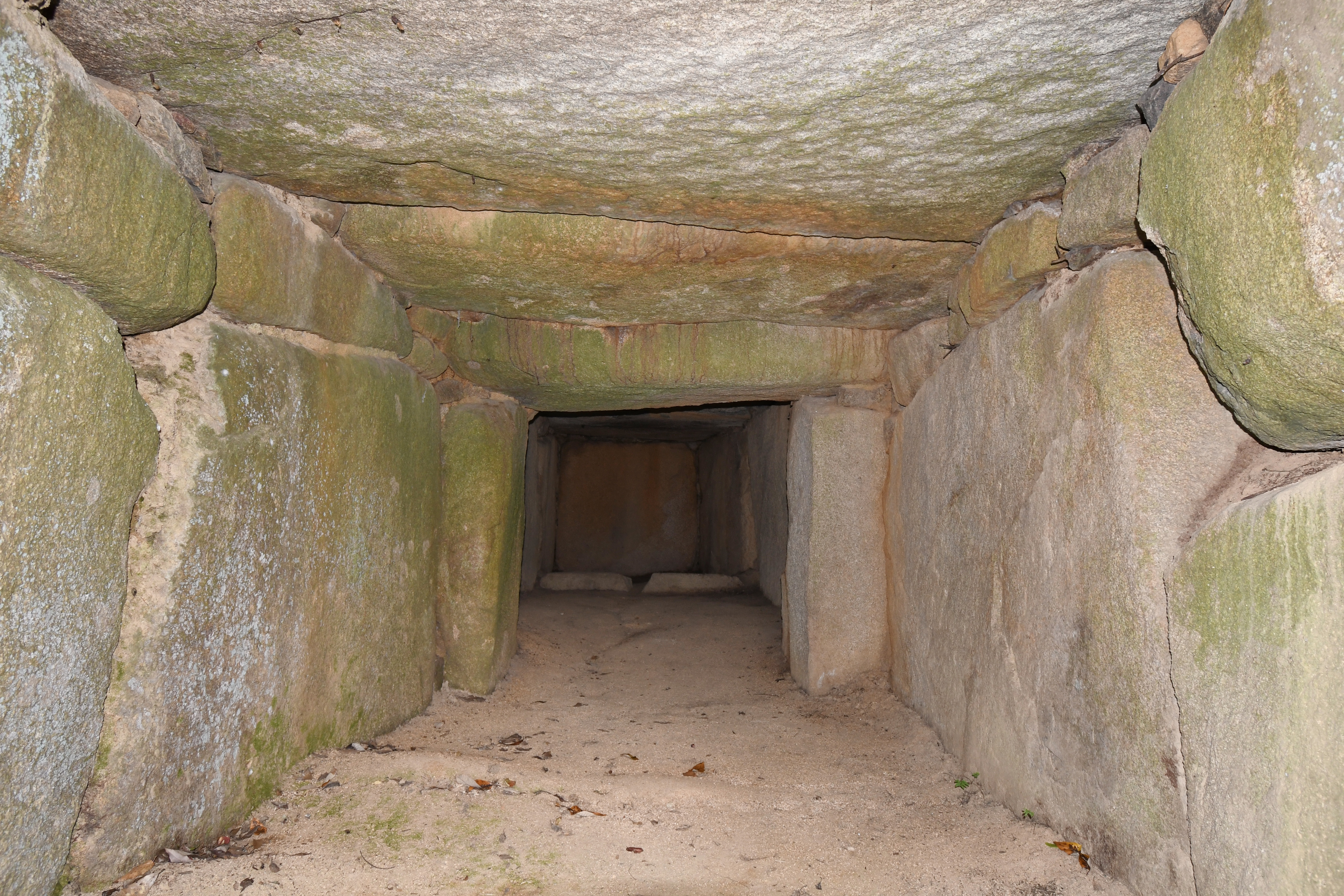
羨道（玄室方向）

## 文化財

### 広島県指定文化財
- 史跡
  - 大坊古墳 - 1983年（昭和58年）11月7日指定[3]。